# Mercedes-Benz T1
Il Mercedes-Benz T1 è un veicolo commerciale leggero sviluppato dalla divisione veicoli commerciali della casa automobilistica tedesca Mercedes-Benz negli anni settanta.
Destinato a sostituire nella gamma di veicoli commerciali leggeri l'Harburger Transporter, del quale l'azienda aveva acquisito la licenza commerciale, venne presentato al pubblico nel 1977, anno anche della sua commercializzazione nella versione furgonata e autocarro.
Al momento dell'entrata in produzione erano disponibili quattro versioni: 207 D, 208, 307 D, 308. La sigla D stava ad indicare la motorizzazione diesel, quella degli OM615 (in Italia) e OM616 a 4 cilindri in linea; gli altri due modelli avevano invece un motore a benzina, dalla sigla M115. Dei quattro il 307 D e il 308 erano quelli con il maggiore p.t.t., che arrivava fino a 3,5 t.
In questi primi anni emerse il maggiore successo delle versioni diesel, che arrivarono a rappresentare il 90% delle vendite grazie soprattutto ai minori consumi che le rendevano più attraenti per gli acquirenti commerciali; i modelli a benzina furono invece venduti spesso come ambulanze o mezzi per i vigili del fuoco, settori in cui il T1 ebbe un certo successo. Caso particolare fu il Regno Unito in cui fino al 1982 era disponibile solo la gamma "D", ma con risultati commerciali non esaltanti visto la scarsa diffusione di questo tipo di motore nel Paese, le vendite migliorarono quando appunto fu introdotta la motorizzazione a benzina.
Nel settembre 1981 furono lanciati i modelli 407 D, 409 D e 410 con p.t.t. di 4,6 t. Questa novità si accompagnava all'arrivo nell'anno successivo di due nuovi motori, il diesel 5 cilindri in linea OM617 (montato su 209 D, 309 D, 409 D) e l'M102 a benzina (che equipaggiava 210, 310 e 410 e sostituiva definitivamente il precedente).
Nel 1989 ci fu l'ultimo cambio di motori con l'arrivo dei diesel OM601 (su 208 D, 308 D, 408 D) e OM602 (su 209 D, 210 D, 309 D, 310 D, 409 D, 410 D), che "pensionavano" i precedenti e rimanevano sul T1 fino all'uscita di produzione del furgone nel 1995.
Nel 1978 è stata prodotta l'unica serie di T1 con motore elettrico, il 307 E, disponibile in numero limitato e utilizzata dal servizio postale tedesco.